# Gröna skrapan
Gröna skrapan, i folkmun och av göteborgshumorn även kallad Svartbygget, är ett kontorshus i stadsdelen Gårda i Göteborg. Det har adressen Johan på Gårdas gata 5 och ligger vid E6/E20. I huset finns bland annat göteborgskontoret till byggföretaget Skanska, som också byggde huset. Höghusdelen hara en höjd av 64 meter, har 16 våningar och stod färdigt år 2010.
Gröna skrapan är en av de första i byggnaderna i Norden med en precertifiering på den allra högsta nivån, platinum, enligt det internationella miljöcertifieringssystemet LEED. För att lyckas har Skanska vidtagit en lång rad åtgärder för att minska fastighetens miljöpåverkan. Det handlar exempelvis om att elen tillförs från lokalt producerad vindkraft, sedumtak har lagts för fördröjning av dagvattnet, snålspolande blandare och toaletter används genomgående och att stor vikt lagts på inomhusklimatet, samt att alla arbetsplatser får ta del av dagsljus och utsikt. Dessutom renar huset sin egen frånluft och förbättrar på det sättet luften omkring sig.